# دونالد ويليامز (كرة سلة)
دونالد ويليامز (بالإنجليزية: Donald Williams)‏ مواليد 24 فبراير 1973 في غارنر، هو لاعب كرة سلة أمريكي سابق بدأ مسيرته الاحترافية في سنة 1995. يبلغ طوله 6 قدم 3 بوصة (1.9 م). اعتزل اللعب في 2003.

## روابط خارجية
- دونالد ويليامز على موقع كرة السلة الأوروبية.كوم (الإنجليزية)
- دونالد ويليامز على موقع كلية كرة السلة في سبورتس رفرنس.كوم (الإنجليزية)
- دونالد ويليامز على موقع ريلجم (الإنجليزية)
- دونالد ويليامز على موقع بروبوليرز (الإنجليزية)
- دونالد ويليامز على موقع سبورتس رفرنس (الإنجليزية)